# 温玉新报
《温玉新报》，是中华民国时期，发行于浙江温岭县、玉环县的一份当地报纸。

## 概述
《温玉新报》创办于1946年（民国35年）上半年，总编为颜安康，四开四版，石印，在温岭、玉环两县发行，直至1949年中国人民解放军攻占温岭县后停办。